# Shut Up and Dance (chanson d'Aerosmith)
Pour les articles homonymes, voir Shut Up and Dance.
Singles de Aerosmith
Amazing
(1993) Crazy
(1994)
Shut Up and Dance est une chanson du groupe américain Aerosmith issue de l'album Get a Grip et parue en tant que cinquième single. Shut Up and Dance est interprétée par le groupe Aerosmith dans le film Wayne's World 2, avant le générique de fin. La version live fut publiée sur la bande originale du film le 14 décembre 1993. Une autre chanson figure aussi sur la bande son, Dude (Looks Like a Lady), interprétée vers le début du film.
Le single se classa au Royaume-Uni le 2 juillet 1994 à la 24e position et y resta classé jusqu'au 23 juillet 1994 quittant les charts britanniques à la 69e position.

## Composition du groupe
- Steven Tyler - chants
- Joe Perry - guitare solo
- Brad Whitford - guitare rythmique
- Tom Hamilton - basse
- Joey Kramer - batterie, percussions

## Liste des titres

### Disque vinyle 7"
| A.  | Shut Up and Dance (LP version) | Steven Tyler, Joe Perry, Jack Blades, Tommy Shaw | 4:55 |
| B1. | Deuces Are Wild (LP version)   | Steven Tyler, Jim Vallance                       | 3:48 |
| B2. | Crazy (orchestral)             | Steven Tyler, Joe Perry, Desmond Child           | 5:30 |

### Maxi single
| 1. | Shut Up and Dance (LP version) | Steven Tyler, Joe Perry, Jack Blades, Tommy Shaw | 4:55 |
| 2. | Deuces Are Wild (LP version)   | Steven Tyler, Jim Vallance                       | 3:48 |
| 3. | Crazy (acoustique)             | Steven Tyler, Joe Perry, Desmond Child           | 5:30 |
| 4. | Line Up (Butcher Bros. Mix)    | Steven Tyler, Joe Perry, Lenny Kravitz           | 4:29 |